# Bruton-Syndrom
Das Bruton-Syndrom (auch Morbus Bruton genannt) ist ein genetisch bedingter Immundefekt und hierunter eine besondere Form der Agammaglobulinämie, die durch wiederkehrende bakterielle Infektionen gekennzeichnet ist.
Man spricht auch von der Brutonschen Agammaglobulinämie. Weitere Synonyme sind Agammaglobulinämie Typ Bruton; Antikörpermangelsyndrom Typ Bruton; Agammaglobulinämie, infantile, geschlechtsgebundene; BTK-Defizienz; BTK-Mangel.
Die Namensbezeichnung bezieht sich auf den Autoren der Erstbeschreibung aus dem Jahre 1952 durch den US-amerikanischen Ogdon Bruton (1908–2003).

## Verbreitung
Die Häufigkeit wird mit 1 zu 200.000 angegeben, die Vererbung erfolgt überwiegend X-chromosomal-rezessiv, dadurch tritt sie fast nur beim männlichen Geschlecht auf, da dieses im Gegensatz zum weiblichen nur ein X-Chromosom besitzt. Frauen können jedoch gesunde Träger (sogenannte Konduktorinnen) des defekten Gens sein und die Krankheit so an ihre Kinder weitergeben.

## Ursache
Der Erkrankung liegen Mutationen im BTK-Gen auf dem X-Chromosom Genort q22.1 zugrunde, das für die Bruton-Tyrosinkinase codiert, die eine zentrale Rolle bei der Differenzierung von B-Zellen spielt, oder eventuell im SH3KBP1-Gen auf dem X-Chromosom an q22.12.
Bei Menschen mit dem Bruton-Syndrom bilden sich aufgrund eines Mangels von bestimmten Abwehrzellen, den B-Lymphozyten, keine Antikörper. Die erhöhte Infektanfälligkeit äußert sich in durch Bakterien wie Staphylokokken, Streptokokken, Haemophilus influenzae hervorgerufenen Erkrankungen. Die Abwehrreaktion gegenüber vielen Viren, Pilzen, Protozoen und Mycobacterium tuberculosis (funktionierende zelluläre Abwehr durch von der Erkrankung unbeeinträchtigte T-Lymphozyten) bleibt teilweise erhalten.

## Klinische Erscheinungen
Klinische Kriterien sind:
- Erkrankungsbeginn meist erst nach dem 1. Lebensjahr, Infektionen der oberen Luftwege, Nasennebenhöhlen, Mittelohrentzündungen
- rezidivierende bakterielle Infekte, oft septische Schübe. Virusinfektionen machen kein Probleme

Als Folgen kann es zu Minderwuchs, Bronchiektasie, Lungenfibrose, Cor pulmonale, Erythema nodosum, Cholesteatom, rezidivierenden Durchfällen, Anämie, Hypokalzämie oder Arthritis kommen.

## Diagnostik
Das Fehlen von Plasmazellen bei normalen Leukozyten und Lymphozyten und das Fehlen von B-Lymphozyten ist wegweisend. Immunglobulin G, Immunglobulin A und Immunglobulin M sind stark erniedrigt. Zusätzlich besteht eine allgemeine Hypoplasie des lymphatischen Gewebes.

## Therapie
Die Krankheit ist zwar derzeit nicht heilbar, sie ist jedoch behandelbar. Den Patienten werden durch subkutane oder intravenöse Zuführung Antikörper verabreicht, wodurch die fehlende körpereigene Antikörperbildung (die fehlende humorale Immunantwort) teilweise kompensiert werden kann.